# О’Нил, Гари
Гари Пол О’Нил (англ. Gary Paul O'Neil; род. 18 мая 1983, Бекенхэм, Большой Лондон) — английский футболист, тренер.

## Карьера
О’Нил родился в Бекенхэме, Большой Лондон. Уже в возрасте шестнадцати лет главный тренер «Портсмута» Тони Пьюлис дал О’Нилу возможность дебютировать за основной состав в домашнем матче с «Барнсли» 29 января 2000 года в матче первого дивизиона. Однако больше Гари в том сезоне не сыграл. В следующем году Пьюлис и его преемник Стив Клэридж использовали О’Нила редко, но третий тренер «Портсмута» Грэм Рикс в конце катастрофического сезона дал О’Нилу возможность сыграть пять последних матчей. «Портсмут» подходил к финальной игре против «Барнсли» нацеленным на победу, чтобы иметь шанс избежать вылета в тогдашний второй дивизион. Хозяева выиграли со счётом 3:0 и остались в лиге, а О’Нил забил второй гол в матче, первый для него в профессиональном футболе. В 2018 году О’Нил на правах свободного агента перешёл в «Болтон». Первый гол за новый клуб забил 26 декабря 2018 года в матче против «Ротерема».
9 августа 2023 года назначен главным тренером «Вулверхэмптона». Был уволен 15 декабря 2024 года после поражения от «Ипсвича».

## Статистика тренера
| Команда                 | Начало работы   | Окончание работы | Результаты | Результаты | Результаты | Результаты | Результаты |
| Команда                 | Начало работы   | Окончание работы | И          | В          | Н          | П          | % побед    |
| ----------------------- | --------------- | ---------------- | ---------- | ---------- | ---------- | ---------- | ---------- |
| Борнмут (и. о.)         | 30 августа 2022 | 27 ноября 2022   | 12         | 4          | 4          | 4          | 033,33     |
| Борнмут                 | 28 ноября 2022  | 19 июня 2023     | 25         | 7          | 2          | 16         | 028,00     |
| Вулверхэмптон Уондерерс | 9 августа 2023  | 15 декабря 2024  | 63         | 20         | 11         | 32         | 031,75     |
| Всего                   | Всего           | Всего            | 100        | 31         | 17         | 52         | 031,00     |